# Sofia
Sofia (în bulgară София), la poalele muntelui Vitoșa, are o populație de 1.202.761 (recensământ 2011) cu aglomerație urbană de 1.359.520 în 2011, și este capitala Bulgariei, stat în sud-estul Europei. Orașul are statut de oblast și se învecinează cu regiunile Sofia și Pernik din Bulgaria.

## Etimologie

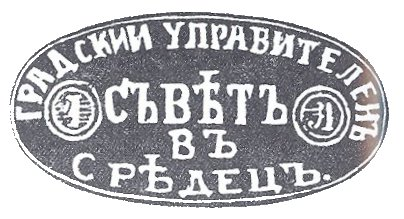
Prima siglă a orașului din 1878, care o denumește Sredeț

Cea mai mare perioadă de timp orașul a posedat un nume trac, derivat din tribul Serdi, care erau fie de origine tracă, fie celtică sau de origine mixtă traco-celtice.
Împăratul Marcus Ulpius Traianus a dat orașului numele Ulpia Serdica. Se pare că prima menționare scrisă a denumirii Serdica a fost făcută în timpul domniei sale, iar ultima menționare a fost în secolul al XIX-lea într-un text bulgar (Сардакіи, Sardaki).
Alte denumiri date Sofiei, cum ar fi Serdonpolis (Σερδών πόλις, "Orașul Serdi" în limba greacă ) și Triaditza (Τριάδιτζα, "Treime" în greacă ), au fost menționate de către surse sau monede bizantine grecești. Numele slavic Sredeț (Срѣдецъ), care are legătură cu "mijloc" (среда, "sreda") și cu cel mai vechi nume al orașului, a apărut pentru prima oară pe hârtie într-un text din secolul al XI-lea. Orașul era numit Atralisa de călătorii arabi Idrisi și Strelisa, Stralitsa sau Stralitsion de cruciați.
Numele Sofia provine de la Biserica Sfânta Sofia din Sofia,, spre deosebire de originea predominant slavă a orașelor bulgare. Hramul acestei biserici este Sfânta Înțelepciune (Hagia Sophia).
Cele mai vechi mențiuni ale acestei denumiri sunt duplicatul Evangheliei lui Serdica, într-un dialog între doi vânzători din Dubrovnik în jurul anului 1359, în Carta Vitosha din secolul al XIV-lea a țarului bulgar Ioan Șișman și într-o notă a comerciantului din Ragusa din 1376. În aceste documente orașul este numit Sofia, dar în același timp regiunea și locuitorii orașului se mai numesc Sredecheski (срѣдечьскои, "Sredețeni"), care a continuat până în secolul al XX-lea. Orașul a devenit oarecum popular pentru otomani prin numele Sofya (صوفيه). În 1879 a existat o dispută asupra a ceea ce ar trebui să fie numele noii capitale bulgare, atunci când cetățenii au creat o comisie de oameni celebri, insistând asupra numelui slav. Treptat, a apărut un compromis, oficializarea denumirii Sofia pentru instituțiile naționale, în timp ce legitima titlul Sredeț pentru instituțiile administrative și bisericești, înainte ca acesta din urmă să fie abandonat de-a lungul anilor. 
Numele orașului este pronunțat de bulgari cu un accent pe "o", spre deosebire de tendința străinilor de a pune accentul pe "i". Numele feminin "Sofia" este pronunțat de bulgari cu un accent pe "i".

## Demografie
Componența etnică a orașului Sofia
     Bulgari (87,85%)
     Romi (1,45%)
     Nicio identificare (9,37%)
     Altele (1,88%)
La recensământul din 2011, populația orașului Sofia era de 1.202.761 locuitori. Din punct de vedere etnic, majoritatea locuitorilor (87,85%) erau bulgari, cu o minoritate de romi (1,45%). Pentru 9,37% din locuitori nu este cunoscută apartenența etnică.

## Politică
Fiecare raion are propriul său primar , care este numit de Consiliul Comunal și să rezolve problemele care decurg în nevoile zilnice ale populației, cum ar fii instituțiile publice, lucrările publice, salubrizare și altele.
Comuna Sofia-Capitala este condusă de un consiliu comunal, ales la fiecare patru ani. Stefan Sofianski este primarul orașului Sofia la 19 noiembrie 1995. A primit cel de-al treilea mandat la alegerile locale din 2003. A fost ales membru al Parlamentului în alegerile parlamentare din 2005 . La alegerile parțiale din octombrie și după scrutinul din 5 noiembrie 2005 , Boiko Borisov a fost ales primar al orașului Sofia . În alegerile locale regulate din octombrie 2007 , Boiko Borisov a câștigat un mandat de patru ani pentru primarul orașului Sofia (GERB) în primul tur.
Din 2023, primarul orașului este Vasil Terziev (PP-DB). Consiliul Orașului Sofia este format din 61 de consilieri și potrivit rezultatelor alegerilor locale din 2023 acesta are următoarea componență: 
| Partid | Partid      | Consilieri | Componența Consiliului | Componența Consiliului | Componența Consiliului | Componența Consiliului | Componența Consiliului | Componența Consiliului | Componența Consiliului | Componența Consiliului | Componența Consiliului | Componența Consiliului | Componența Consiliului | Componența Consiliului | Componența Consiliului | Componența Consiliului | Componența Consiliului | Componența Consiliului | Componența Consiliului | Componența Consiliului | Componența Consiliului | Componența Consiliului | Componența Consiliului | Componența Consiliului | Componența Consiliului |
| ------ | ----------- | ---------- | ---------------------- | ---------------------- | ---------------------- | ---------------------- | ---------------------- | ---------------------- | ---------------------- | ---------------------- | ---------------------- | ---------------------- | ---------------------- | ---------------------- | ---------------------- | ---------------------- | ---------------------- | ---------------------- | ---------------------- | ---------------------- | ---------------------- | ---------------------- | ---------------------- | ---------------------- | ---------------------- |
|        | PP-DB       | 23         |                        |                        |                        |                        |                        |                        |                        |                        |                        |                        |                        |                        |                        |                        |                        |                        |                        |                        |                        |                        |                        |                        |                        |
|        | GERB        | 14         |                        |                        |                        |                        |                        |                        |                        |                        |                        |                        |                        |                        |                        |                        |                        |                        |                        |                        |                        |                        |                        |                        |                        |
|        | BSP         | 9          |                        |                        |                        |                        |                        |                        |                        |                        |                        |                        |                        |                        |                        |                        |                        |                        |                        |                        |                        |                        |                        |                        |                        |
|        | Renașterea  | 7          |                        |                        |                        |                        |                        |                        |                        |                        |                        |                        |                        |                        |                        |                        |                        |                        |                        |                        |                        |                        |                        |                        |                        |
|        | KOD         | 3          |                        |                        |                        |                        |                        |                        |                        |                        |                        |                        |                        |                        |                        |                        |                        |                        |                        |                        |                        |                        |                        |                        |                        |
|        | ITN         | 3          |                        |                        |                        |                        |                        |                        |                        |                        |                        |                        |                        |                        |                        |                        |                        |                        |                        |                        |                        |                        |                        |                        |                        |
|        | VMRO        | 1          |                        |                        |                        |                        |                        |                        |                        |                        |                        |                        |                        |                        |                        |                        |                        |                        |                        |                        |                        |                        |                        |                        |                        |
|        | Independent | 1          |                        |                        |                        |                        |                        |                        |                        |                        |                        |                        |                        |                        |                        |                        |                        |                        |                        |                        |                        |                        |                        |                        |                        |

### Ordonanța puterilor administrative ale Sofiei
1. Guvernatorul regiunii Sofia Regiune (numit Sofia-oraș), al cărui teritoriu coincide cu cel al municipiului Sofia este numit direct de către Consiliul de Miniștri (un viceguvernatori - din. Prim - ministru ); guvernatorul districtual are dreptul să restituie deciziile Consiliului municipal din Sofia. [15]
2. Consiliul municipal din Sofia (SCC) are puteri asupra întregului Primăriei din Sofia , principala parte a căreia este orașul Sofia; consilierii municipali sunt aleși de către rezidenții municipali în timpul alegerilor locale ; SAC definește bugetele municipiului Sofia și ale regiunilor individuale din Sofia.
3. Primarul municipalității din Sofia (a se vedea primarul orașului Sofia ) are competențe asupra întregii municipalități; el este un primar nu numai al orașului Sofia, ci și al celor treizeci și opt așezări din granițele sale; primarul din Sofia este ales de locuitorii municipiului Sofia în timpul alegerilor locale.
4. Comuna Sofia este împărțită în 24 de raioane, dintre care 22 includ părți din oraș. Primarul unui raion din Sofia are autoritate asupra teritoriului raionului sale, inclusiv satele și orașele situate pe teritoriul său; primarul unui raion este ales de consilierii comunali (Consiliul Comunal din Sofia). Acest primar are autoritatea de a aloca bugetul raionului său. [16]

### Instituții Naționale

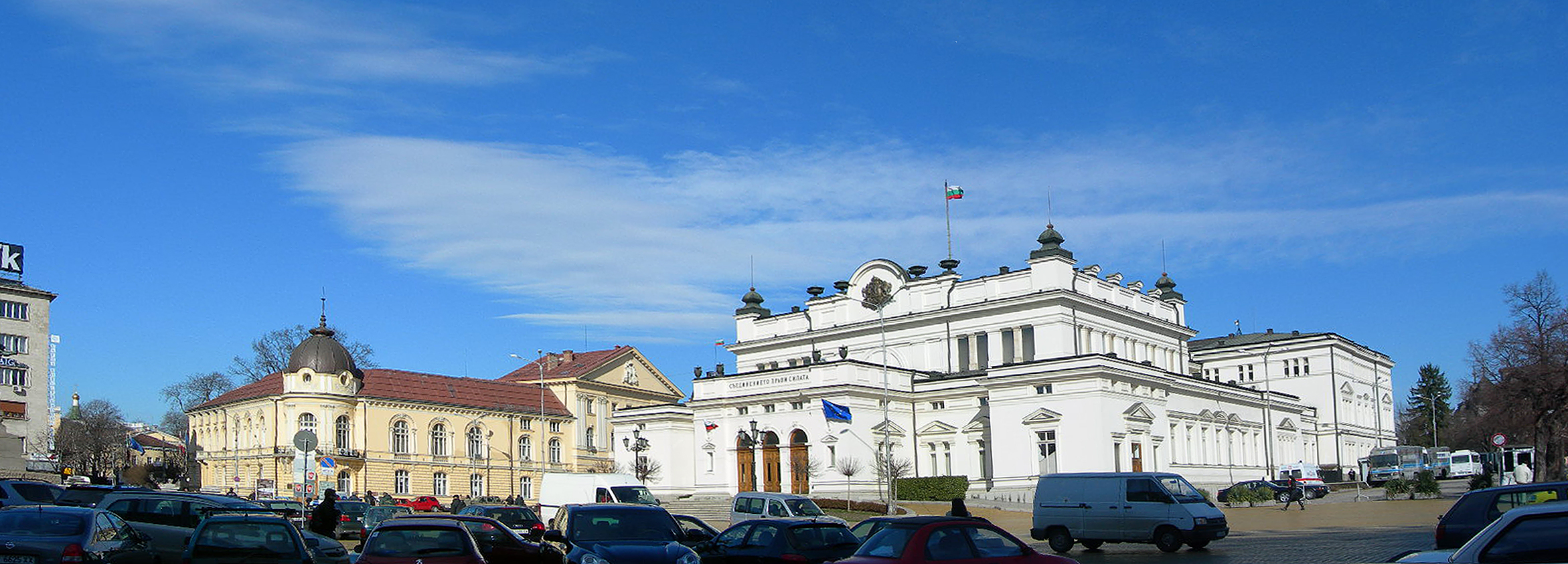
Clădirile Adunării Naționale și Academiei de Științe din Bulgaria

Toate autoritățile statale - legislative, executive și judiciar - sunt concentrate în Sofia. În centrul capitalei se află clădirile Adunării Naționale , Președinției, Consiliului de Miniștri și tuturor ministerelor. Orasul Casele și toate instituțiile judiciare senior - Curtea Supremă de Casație, Curtea Supremă Administrativă, Consiliul Judiciar Suprem, Procuratura Generală. Iată alte instituții naționale ( Curtea Constituțională , Institutul Național de Statistică, General Administrația Drumurilor și altele.), Un număr de unități economice (Asociația Industrială din Bulgaria, etc.), precum și organisme a căror sarcină principală este punerea în aplicare a reformei în curs de desfășurare în țară (Agenția de Privatizare Agenția, Masa Agenția Privatizare pentru Investiții Străine și altele).
În Sofia se află sediul Băncii Naționale a Bulgariei , majoritatea băncilor locale și internaționale din țară, sediul multor ONG-uri, fundații și altele. Aici sunt Sfântul Sinod al Bisericii Ortodoxe Bulgare, seful Biroului de muftiat în Bulgaria , rabinatului șef al religiei, și a altor religii înregistrate oficial. În capitală sunt sediul partidului aproape a tuturor partidelor politice din țară, principalele sindicate și altele.
În legătură cu procesul de integrare a Bulgariei în Uniunea Europeană, o serie de organizații guvernamentale și neguvernamentale au început să lucreze în această direcție la Sofia. După semnarea acordului de aderare, Consiliul de asociere cu UE și Delegația Comisiei Europene în Bulgaria se dezvoltă aici .

### Diviziune administrativă
| Raioane compuse numai din părți ale orașului | Raioane formate din părți ale orașului Sofia, împreună cu alte așezări | Hartă            |
| --- | --- | ---------------- |
| 1. Sredeț 2. Krasno Selo 3. Văzrajdane 4. OOboriște 5. Serdica 6. Poduiane 7. Slatna 8. Izgrev 9. Lozeneț 10. Triadița 11. Krasna Poleana 12. Ilinden 13. Nadejda 15. Mladost 16. Studentski 19. Liulin | 17. Vitoșa (Vladaia, Mărceaevo) 20. Vrăbnița (Voluiak, Mramor) 14. Iskăr (Busmanți) 22. Kremikovți (Buhovo, Jeleava, Iana, Gorni Bogrov, Dolni Bogrov) 18. Ovcea Kupel (Malo Bucino) Statut special 24. Bankea (Ivaneane, Klisura) 21. Novi Iskăr 23. Pancearevo (Pancearevo, Bistrița, Kokaleane, Gherman, Jeleznița, Lozen, Dolni Pasarel, Plana, Kazicene și Krivina) | Raioanele Sofiei |

## Cultură

### Lăcașuri de cult din Sofia

#### Biserici
- Biserica Sfânta Sofia din Sofia
- Biserica ortodoxă română „Sfânta Treime”, proiectată de arhitectul sighișorean Friedrich Grünanger

#### Sinagogi
- Sinagoga din Sofia⁠(en)[traduceți], proiectată de arhitectul sighișorean Friedrich Grünanger

## Personalități
În Sofia, a început viața unui mare număr de personalități de importanță mondială și națională - de la Antichitate până la Redeșteptarea națională a bulgarilor, împăratul roman Constantin cel Mare și episcopul Serdicăi, Papa Clement I [90] a devenit unul dintre primii papi romani ai țarului Samuil al Bulgariei, Vasil Levski, și practic toate numele mari ale Bulgariei moderne.